# Viszony.hu
A Viszony.hu egy nagy visszhangot, sok megütközést és botrányt, vitát kiváltó magyar társkereső oldal, mely saját meghatározása szerint kifejezetten azoknak szól, akik párkapcsolatban vagy házasságban élnek, vagyis a nem egyedülálló társkeresőknek kínál lehetőséget a félrelépésre.

## Előzmények
A társkereső alapötlete korántsem eredeti, a speciálisan házasságban élőknek szóló társkereső oldal típus eredetileg Kanadában született 2002 táján. Ekkor indult ugyanis a mind a mai napig ennek a "niche" (szűk piaci szegmenst célzó) társkereső oldalnak az első és a nemzetközi piacon is legsikeresebbje, az AshleyMadison.com. Az alapító, szintén kanadai Noel Biederman beszámolója szerint egy, a társkereső oldalakon jelen lévő mintegy 25–30 vagy akár 35%-nyi, nem egyedülálló, nem független társkeresőről szóló statisztikai felmérés szülte az AshleyMadison.com alapötletét. Akkori elgondolása szerint piacképes egy társkereső oldal mely kifejezetten azoknak szól akik már nem egyedülállók azonban ennek ellenére szeretnének ismerkedni és akár egy viszonyt is kialakítani. Az üzleti koncepció helytállónak bizonyult, bár közel tíz év alatt, de az AhsleyMadison komoly üzleti sikerré vált, mára már több tucat országban van jelen és közel száz millió dolláros éves forgalmú vállalkozássá nőtte ki magát, csak az USA-ban több mint húsz millió felhasználóval rendelkezik. Az AshleyMadison ma már Kanadán és az Egyesült Államokon kívül jelen van Dél-Amerika számos országában, Nyugat-Európa több pontján is. Az alapötlet a világ nagyszámú országában követőkre talált, hamar megvalósult többek között indiai megfelelője is.

## Médiafigyelem
Magyarországon a legelső és mind a mai napig ismertségében és felhasználószámában, bevételeiben piacvezető, hűtleneknek szóló társkereső oldal a Viszony.hu.[forrás?] Az oldal 2011 decemberében indult, ám egészen 2012 júliusáig szinte észrevétlenül üzemelt. Ekkor a CEMP (Index.hu) csoporthoz tartozó Velvet online bulvárlap közölt egy bemutató cikket „Itthon is beindult a félrelépést segítő társkereső” címmel, mely az üzemeltetők elmondása szerint napok alatt több ezer regisztrált felhasználót hozott az oldalra. Az első és egyben „mainstream”, tömeges elérésű médiatermékben történő megjelenést számos további követte, az oldalt 2012 júliusában a Neo FM-en hallható, Boros Lajos és Bochkor Gábor által vezetett „Bumeráng” c. közéleti, humoros műsorban is bemutatták. Nem sokkal később az egyik piacvezető bulvárlap, a Bors Magazin egész oldalas riportot közölt az oldalról, illetve annak magyarországi fogadtatásáról. Majd 2012 szeptemberében a TV2 Aktív című műsora is bemutatta az oldalt az általános hűtlenségről, illetve az azzal kapcsolatos általános lakossági véleményekről szóló összefoglalójában. Előbbieket egy sor további médiamegjelenés követte, a Viszony.hu szerepelt a Meglepetés Magazinban 2012 szeptemberében, a Bulváros.hu-n 2012 novemberében, valamint számos egyéb közéleti magazinban, online és offline médiatermékben.

## Betiltott reklámfilm
A website üzemeltetői 2013 őszén egy rövid reklámfilmet kívántak megjelentetni több kereskedelmi tv-csatornán azonban a filmet kivétel nélkül minden társaság visszautasította, a Reklám Testület határozata értelmében ugyanis a reklámozott szolgáltatás általános etikai normákat sért így nem közölhető.

## Ellentmondások és viták
A Viszony.hu alapítója és üzemeltetői a gyakori kritikákra rendszeresen reagálnak azzal az érvvel, miszerint a hűtlenség, a monogámia körüli "nehézségek" általános emberi problémák melyek az oldal létezése nélkül is adottak, sőt, évszázadok, évezredek óta léteznek. Védekezésük másik központi és gyakran előkerülő eleme az, hogy az oldal nem befolyásolja közönségét, aki mindenáron félre akar lépni az mindenképp megtalálja a módját, ehhez nem szükséges egy weboldal.
Ezzel szemben az oldal kritikusai szerint a Viszony.hu kifejezetten legitimizálja a félrelépést, szembe megy általános emberi normákkal, erkölcsi standardokkal melyeket mindenkinek tiszteletben kellene tartania és senkinek semmilyen körülmények között, különösen nem üzleti céllal nem lenne szabad azokat megkérdőjeleznie. Egyes vélemények szerint az oldal üzemeltetői kifejezetten bűnt követnek el a társadalommal és a családokkal szemben, a tevékenységet egyenesen tiltani kellene.
Az oldal megítélése világnézet és személyes beállítottság, szexuális és általában párkapcsolati sajátosságok függvényében széles skálán mozog a teljes és határozott elutasítástól kezdve a közönyösségen át az elfogadásig.

## Háttér
Az oldal alapítója a több botrányos társkereső oldal és egyéb ellentmondásos vállalkozás létrehozásáról is ismert Györfi András. Az oldal 2013 elején a több, jelentős forgalmat bonyolító társkereső oldalt illetve egyéb, elsősorban online kereskedelmi vállalkozást üzemeltető Habostorta E-commerce Group tulajdonába került.